# Algodres (Fornos de Algodres)
Algodres is een plaats (freguesia) in de Portugese gemeente Fornos de Algodres en telt 450 inwoners (2001).